# Rosi Mauro
Rosa Angela Mauro detta Rosi o Rosy (San Pietro Vernotico, 21 luglio 1962) è una sindacalista ed ex politica italiana.

## Biografia
Nata nel Salento a San Pietro Vernotico, è cresciuta a Squinzano. Diplomata in ragioneria, nel 1980 si è trasferita a Milano per lavoro; ha iniziato l'attività sindacale in azienda nelle file della UIL a 21 anni. Nel 1990 è stata eletta segretario organizzativo del Sindacato Autonomista Lombardo. L'11 novembre 1999 è nominata Segretario Generale del Sindacato Padano.

## Carriera politica

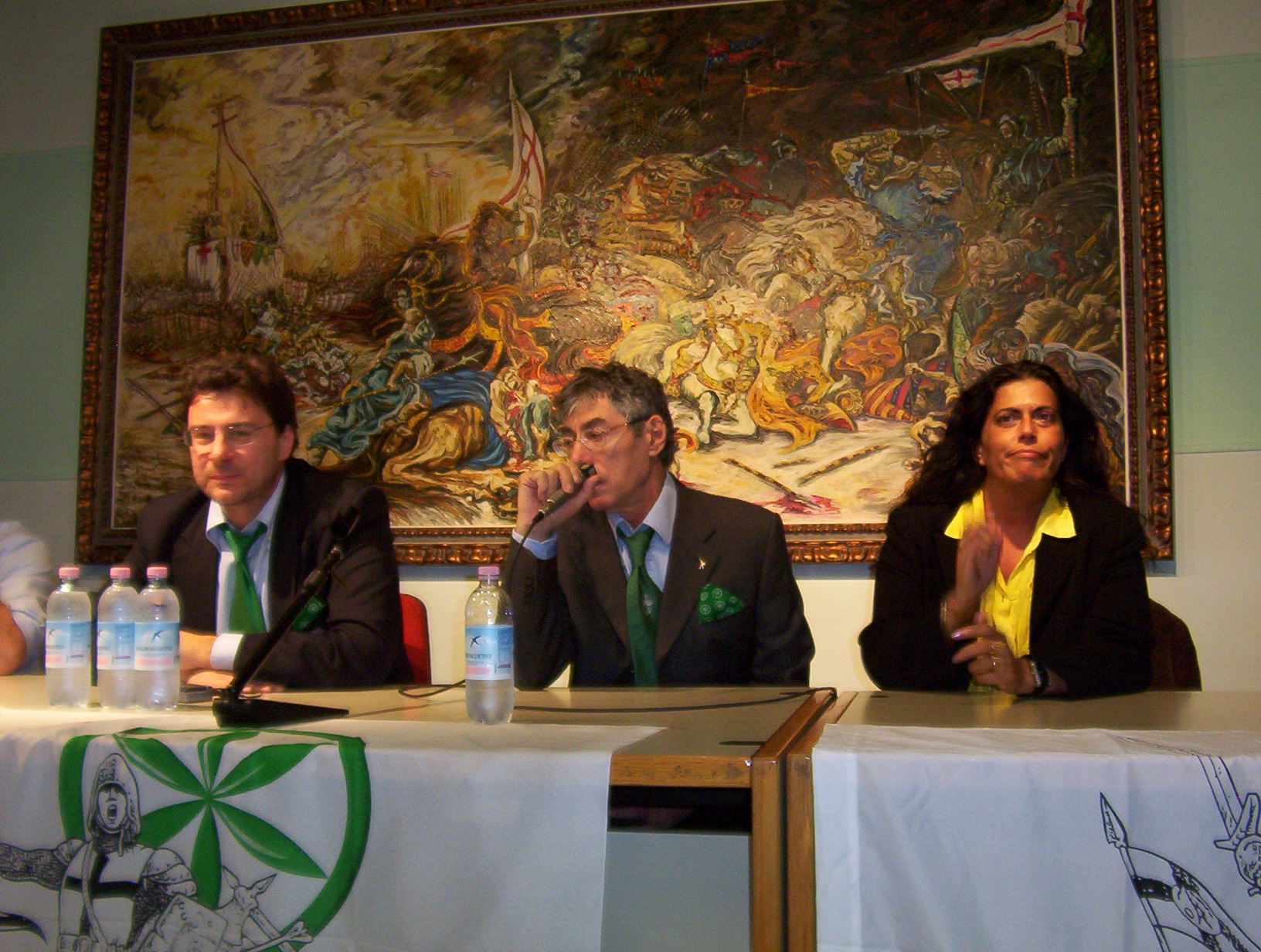
Rosi Mauro assieme a Umberto Bossi e Giancarlo Giorgetti.

Già consigliere comunale a Milano, dove è stata eletta nel 1993 ed è stata presidente della Commissione Lavoro, alle elezioni europee del 1999 è candidata nella lista della Lega Nord nella circoscrizione Italia nord-occidentale senza essere eletta. Non è eletta neanche alle elezioni regionali lombarde del 2000, mentre nell'aprile 2005 è stata eletta per la prima volta consigliere regionale nel listino dell'allora Presidente della Lombardia Roberto Formigoni, e ha ricoperto il ruolo di Presidente della Commissione Bilancio.
Alle elezioni politiche del 2008 è stata eletta al Senato nelle liste della Lega Nord nella circoscrizione Lombardia e il 6 maggio successivo vicepresidente vicario del Senato della Repubblica con 161 voti.
Dal settembre 2010 è legato della sezione Lega Nord Emilia, assieme ad Angelo Alessandri, dopo l'espulsione del braccio destro di Alessandri, Marco Lusetti. Ricopre l'incarico di legato della Lega Nord Liguria fino al 1º febbraio 2012 quando il coordinatore della segreterie locali della Lega Roberto Calderoli decide di rimuoverla da entrambi gli incarichi.
Il 4 dicembre 2011 è nominata Presidente della Commissione Lavoro del Parlamento del Nord.
Il 12 aprile 2012 la Mauro è stata espulsa dalla Lega Nord su decisione del consiglio federale del partito per il suo rifiuto di rassegnare le dimissioni da vicepresidente del Senato in seguito al suo coinvolgimento nel caso Belsito.
Il 23 aprile 2012 il Presidente del Senato Renato Schifani annuncia le dimissioni della Mauro da vicario (non disporrà più dei pieni poteri attribuiti al Presidente del Senato come convocare e presiedere la conferenza dei capigruppo in assenza del Presidente, assunti da Vannino Chiti) affermando che però continuerà a presiedere l'Aula del Senato mantenendo il ruolo di vicepresidente.
Successivamente, assieme al senatore Lorenzo Bodega, fonda il movimento territoriale Siamo Gente Comune.
Con il termine della XVI legislatura termina la sua attività politica, pur continuando l'impegno da segretaria del Sindacato Padano.

## Controversie

### Come vicepresidente del Senato
Il suo comportamento da vicepresidente del Senato durante il voto sugli emendamenti alla riforma Gelmini, con l'approvazione di alcuni emendamenti dell'opposizione, durante una situazione di caos determinata dal voto su un emendamento che prima modificava, poi riscriveva, e infine abrogava uno stesso articolo di legge, ha condotto alla sospensione della seduta. Ha fatto seguito, in serata, la ripetizione delle votazioni, con l'aula presieduta da Renato Schifani, il quale ha ravvisato "una situazione di irregolarità delle votazioni".

## Procedimenti giudiziari

### Scandalo Belsito
Nell'aprile 2012, a seguito del collegamento del suo nome all'inchiesta che ha coinvolto l'allora tesoriere della Lega Nord Francesco Belsito, diversi partiti hanno chiesto le sue dimissioni dalla carica di vice presidente del Senato. Un suo passo indietro è stato chiesto anche dai triumviri reggenti della Lega Roberto Maroni, Roberto Calderoli, Manuela Dal Lago e dal presidente e leader Umberto Bossi ma la Mauro ha rifiutato la richiesta. Il 24 aprile ha rimesso le funzioni di vicario della Presidenza del Senato, chiestogli da Schifani, mantenendo però l'incarico di vicepresidente. Nel novembre 2013 le indagini sono state chiuse, preludendo probabilmente a un rinvio a giudizio. Nel giugno 2014, la procura di Milano su questa vicenda ha richiesto l'archiviazione per Rosi Mauro. Il 7 novembre dello stesso anno il GIP di Milano ha archiviato la posizione di Rosi Mauro.

### Inchiesta sullespese pazzealla Regione Lombardia
Il 20 dicembre 2012 la Mauro risulta indagata dalla Procura di Milano per peculato in merito alle spese sostenute dai gruppi regionali di PdL e Lega Nord nelle legislatura 2005-2010 e 2010-2012 usati per l'acquisto di viaggi, cene, spese personali e altri benefit con soldi pubblici tra cui la stessa Mauro all'epoca in cui era consigliere regionale lombardo. Oltre alla Mauro risultano indagati 62 consiglieri o ex consiglieri PdL, SeL e Lega per il medesimo reato tra cui anche Renzo Bossi. Rosi Mauro è stata sentita in Procura a Milano il 21 dicembre dove ha affermato che si trattava dell'acquisto di 3 portatili, 1 stampante ed 1 telefonino.
Il 14 marzo 2014 la posizione di Rosi Mauro è stata archiviata dal giudice per le indagini preliminari con la motivazione che le spese effettuate per le cene potevano essere considerate attività «in un certo qual modo routinarie» nelle funzioni di rappresentanza, considerando anche le entità dei relativi rimborsi richiesti tali da non ravvisare «volontà di approfittamento illecito delle risorse pubbliche».